# Mandarinas (álbum)
Mandarinas es el primer disco solista de Guadalupe Álvarez Luchia. Cuenta con 14 temas, Salió a la venta en mayo del 2007. Su primer corte es "Amores de Estación." Los temas están compuestos por Guadalupe Álvarez Luchia, y arreglados por Javier Calequi, quien también es coautor de Corre Lola, Autobuses y Amores de Estación. 
Contiene entre otras canciones:
"Clara Y Morena", usada de banda sonora en la serie Televisión por la identidad, y "Nunca", fondo de la novela "Montecristo".
La Banda:
Guadalupe Álvarez Luchia, Voz
Javier Calequi en guitarras, producción musical.
Manuel Llosa en bajo y accesorios. 
Lautaro Burgos en batería. 
El chaqueño en percusión. 
Dario Calequi en teclados. 

## Canciones
1. Amores De Estación
2. Ese Silencio De Más
3. Corre Lola
4. Él
5. Muros
6. Nanana
7. Clara Y Morena
8. Cuando El Amor Pasó
9. Autobuses
10. Callar
11. No Soy
12. Tal Vez
13. Nunca
14. 2 Locos Más

- Datos: Q5991265